# Moose Jaw
Moose Jaw – miasto w Kanadzie w południowo-środkowej części prowincji Saskatchewan, nad rzeką Moose Jaw. Ze względu na liczne parki i inne atrakcje, takie jak Casino Moose Jaw, miasto jest popularnym w prowincji ośrodkiem turystycznym.
Liczba mieszkańców Moose Jaw wynosi 32 132. Język angielski jest językiem ojczystym dla 92,5%, francuski dla 1,4% mieszkańców (2006).
W mieście rozwinął się przemysł młynarski, mięsny, włókienniczy oraz rafineryjny.

## Historia
Przecięcie rzek Moose Jaw i Thunder Creek zostało wybranym w 1881 r. jako miejsce usytuowania oddziału Kolei Transkanadyjskiej, będącej znaczącym spoiwem dla jedności Konfederacji Kanady. Woda znajdująca się w tym miejscu była konieczną dla ówczesnych lokomotyw parowych. Budowę osady zaczęto w 1882 r. a w 1903 r. otrzymała prawa miejskie. Kolej odgrywała bardzo ważną rolę we wczesnym okresie rozwoju miasta. W 1883 r. została wybudowana tama na rzece tworząc zbiornik retencyjny.

## Sport
- Moose Jaw Warriors – klub hokejowy